# Campylium byssirameum
Campylium byssirameum là một loài Rêu trong họ Amblystegiaceae. Loài này được (Müll. Hal. & Kindb.) Paris mô tả khoa học đầu tiên năm 1904.